# Дубко Валерій Вікторович
Валерій Вікторович Дубко (нар. 22 березня 2001, Донецьк, Україна) — український футболіст, центральний захисник «Оболоні». Виступав за молодіжну збірну України.

## Клубна кар'єра
Починаючи з сезону 2018/19 років грав за юнацьку та молодіжні команди «Ворскли». Починаючи з наступного сезону почав залучатися до тренувань з основним складом. У першій команді полтавчан дебютував 19 червня 2020 року в переможному (2:0) домашньому поєдинку 27-го туру Прем'єр-ліги проти «Дніпра-1». Валерій вийшов на поле на 90+3-й хвилині, замінивши Павла Ребенка. У своєму першому сезоні, в якому полтавська «Ворскла» посіла десяте місце в першій лізі і програла фінал Кубка київському «Динамо» по пенальті, Дубко провів чотири офіційні ігри.
У сезоні 2020/21 Дубко майже не грав у полтавській «Ворсклі», тому влітку 2021 року захисник вирушив на правах оренди в одеський «Чорноморець», де за півсезону провів 18 ігор у чемпіонаті і два кубкових матчі. У лютому 2022 року полтавська «Ворскла» продала його в луганську «Зорю», але через російське вторгнення за цю команду так і не зіграв.
У серпні 2022 року Дубко підписав трирічний контракт із клубом другого бельгійського дивізіону «Дендер». Дубко, який отримав ліцензію гравця лише наприкінці вересня, офіційно дебютував за «Дендер» 30 вересня 2022 року у переможному матчі проти «Йонг Генка» (2:0), вийшовши на заміну на 78 хвилині. Загалом за сезон зіграв у 5 іграх чемпіонату.
У вересні 2023 року підписав контракт з київською «Оболонню».